# Koskinobigenerina
Koskinobigenerina es un género de foraminífero bentónico de la subfamilia Koskinobigenerininae, de la familia Semitextulariidae, de la superfamilia Palaeotextularioidea, del suborden Fusulinina y del orden Fusulinida. Su especie tipo es Koskinobigenerina breviseptata. Su rango cronoestratigráfico abarca desde el Viseense (Carbonífero inferior) hasta el Pennsylvaniense (Carbonífero superior).

## Discusión
Clasificaciones más recientes incluyen Koskinobigenerina en la superfamilia Semitextularioidea, del suborden Earlandiina, del orden Earlandiida, de la subclase Afusulinana y de la clase Fusulinata.

## Clasificación
Koskinobigenerina incluye a las siguientes especies:
- Koskinobigenerina breviseptata †
  - Koskinobigenerina breviseptata procera †